# 2025年陕西蒲城职校学生坠楼事件
2025年1月2日，中华人民共和国陕西省渭南市蒲城县职业教育中心新校区学生党某从学校宿舍坠楼身亡。死者亲属怀疑死者遭遇校园霸凌以及校方隐瞒真相，从1月4日开始到学校抗议。之后事态升级，引发了当地民众聚集抗议与社会广泛关注。

## 背景
根据公开资料，蒲城县职业教育中心始建于1996年，是一所国家级重点、省级示范中等职业学校。事发的新校区位于蒲城县东城大道和尧山街十字东北角，占地面积325亩、总投资约6.5亿元、总建筑面积13.91万平方米，于2020年破土动工，2023年10月15日正式投入使用。

## 案发经过
据蒲城县联合调查组的通报所述，2025年1月1日晚10时许，党某在4楼宿舍因郭某（该校一年级学生）与徐某（郭某同乡）聊天影响自己休息，与郭某发生口角和肢体冲突。随后，党某在学生会成员陈某的陪同下前往一楼，向政教处副主任雷某反映情况。雷某将党某和郭某带到值班室进行调解后，两人返回宿舍。次日凌晨3时许，党某的舍友黄某在如厕时发现宿舍阳台窗户下放有一张木凳，推拉窗呈开启状态，且金刚网纱窗已被卸下，而党某则已倒在窗外楼下。

## 质疑
疑似死者亲属在抖音发布长文表示，事发当日，死者母亲便接到通知前往学校，但学校并未说明到校原因。抵达学校后，她迟迟未能见到自己的孩子，随即却被一名教师带去教室看管，期间不允许离开。在学校呆了几个小时后，她被直接送往殡仪馆探视死者遗体。她发现死者身上有多处淤青，遂试图拍照，但遭到随行教师阻止。之后她又多次要求再度探视死者遗体，却均被拒绝。此外，知情学生的手机和智能手表被没收，照片被删除，但宿舍内肉眼可见有明显的打斗痕迹，疑指死者生前遭校园霸凌。

## 调查结果
1月5日，蒲城县联合调查组发布通报称，公安机关经进行现场勘查、调阅监控、调查走访、尸表检验，认定该生系高空坠落死亡，目前排除刑事案件。

## 抗议
1月4日开始，死者家属就此在学校门口抗议，要求校方解释，此后更多当地民众加入了示威抗议。
1月5日，死者的舅舅被警方带走，现场事态再度升级，民众大喊“放人”，要求警方释放被捕的死者亲属。
据网传视频显示，1月6日上午，示威者再度聚集，现场示威人数估计接近千人。有死者家属登上学校天台，向地面抛洒纸钱。防暴警察与示威者爆发冲突，造成多人受伤流血。示威者一度冲破警方防线，推倒校门铁闸后闯入校园，对办公室、食堂等设施进行破坏。一名被指是蒲城职中副校长张文平的中年男子遭到围殴，随后在警员的保护下登上救护车，而示威者又尝试推翻救护车。当日晚，死者母亲发布视频，用方言呼吁民众“不要相信谣言去学校聚集”，“请给我孩子和学校留下一片清净”。
1月6日，《明報》从蒲城县委宣传部获悉，抗议已得到控制，人群已被驱散。当局称部分示威者“有恶意”。
当地时间1月7日晚，自由亚洲电台从蒲城县中心城区的两家旅社处获悉，事件形势已经平息，但旅馆仍住满外地来的特警。